# Carmen Small
Carmen Small-McNellis (Durango (Colorado), 20 de abril de 1980) es una ciclista profesional estadounidense. Durante su juventud practicó varios deportes como esquí, gimnasia, kayak, voleibol, baloncesto, softbol y atletismo, destacando en el voleibol donde fue integrante del equipo de su instituto. Durante su época universitaria corrió varios triatlones y llamó la atención de exciclista Michael Engleman que la aconsejó que enfocase su carrera deportiva hacía el ciclismo. Desde el 2006 comenzó a disputar competiciones ciclistas con continuidad, hasta que en 2009 gracias a sus resultados fichó por su primer equipo profesional, el S.C. Michela Fanini Record Rox, aunque solo estuvo unos meses. Desde esa fecha combinó carreras y equipos profesionales y amateurs, corriendo muchas carreras profesionales con la Selección de Estados Unidos. En 2013 fichó por el Specialized-Lululemon, unos de los mejores equipos femeninos, donde ha obtenido sus mejores resultados.

## Palmarés
2010 (como amateur)
- 3.ª en el Campeonato de Estados Unidos en Ruta

2013
- 2.ª en el Campeonato Panamericano Contrarreloj
- Chrono Gatineau
- Campeonato de Estados Unidos Contrarreloj
- 1 etapa del Tour de Turingia femenino
- 3.ª en el Campeonato Mundial Contrarreloj

2014
- 2.ª en el Campeonato de Estados Unidos Contrarreloj

2015
- Campeonato Panamericano Contrarreloj
- 2.ª en el Campeonato de Estados Unidos Contrarreloj
- Chrono Gatineau

2016
- Campeonato de Estados Unidos Contrarreloj
- 1 etapa de la Cascade Cycling Classic

## Resultados en Grandes Vueltas y Campeonatos del Mundo
Durante su carrera deportiva ha conseguido los siguientes puestos en las Grandes Vueltas femeninas y en los Campeonatos del Mundo en carretera:
| Carrera              | 2009 | 2010 | 2011 | 2012 | 2013 | 2014 |
| -------------------- | ---- | ---- | ---- | ---- | ---- | ---- |
| Giro de Italia       | -    | 72.ª | -    | -    | 78.ª | -    |
| Tour de l'Aude       | -    | 40.ª | -    | X    | X    | X    |
| Grande Boucle        | -    | -    | X    | X    | X    | X    |
| Mundial en Ruta      | -    | 65.ª |      | 29ª  | Ab.  | -    |
| Mundial Contrarreloj | -    | -    |      | 16.ª | 3.ª  | -    |

-: no participa

Ab.: abandono

X: ediciones no celebradas

## Equipos
- S.C. Michela Fanini Record Rox (2009)[5]
- Colavita (2009[6] 2010) (amateur)
  - Colavita-Baci p/b Cooking Light (2009)[6] (amateur)
  - Colavita-Sutter Home p/b Cooking Light (2010) (amateur)
- Team TIBCO-To The Top (2011)
- Specialized-Lululemon (2013-2014)[7]
- Twenty 16 p/b Sho-Air (2015)[8]